# إيثان هوك
إيثان غرين هوك (بالإنجليزية: Ethan Green Hawke) (ولد في 6 نوفمبر 1970) هو ممثل وكاتب ومخرج أمريكي. رُشِح لأربع جوائز أوسكار وجائزة توني. أخرج هوك ثلاثة أفلام روائية، وثلاث مسرحيات خارج مسرح برودواي، وفيلم وثائقي. كتب أيضًا ثلاث روايات ورواية مصورة واحدة. ظهر لأول مرة في فيلم الخيال العلمي إكسبلورس عام 1985، قبل أن يصنع انطلاقته في ظهوره الرائع في فيلم ديد باوتس سوسياتي (مجتمع الشعراء الأموات) لعام 1989. ظهر في العديد من الأفلام قبل أن يؤدي دورًا في فيلم ريالتي بايتس لعام 1994 من الجيل إكس، ونال عليه استحسان النقاد. أدى هوك دور البطولة إلى جانب جولي دلبي في ثلاثية بيفور للمخرج ريتشارد لينكليتر: بيفور سان رايس (قبل الشروق) عام 1995، وبيفور سان سِت (قبل الغروب) عام 2004، وبيفور ميدنايت (قبل منتصف الليل) عام 2013، والتي نالت جميعها استحسان النقاد.
رُشح هوك مرتين لجائزة الأوسكار لأفضل سيناريو مقتبس، وجائزة الأوسكار لأفضل ممثل مساعد، إذ اعترِف بمساهماته الكتابية في «بيفور سان سِت، وبيفور ميدنايت»، وكذلك أدائه في تريننغ داي (يوم التدريب) عام 2001، وبويهود (الصِبا) عام 2014. كُرِم هوك أيضًا بترشيحه لجائزة نقابة ممثلي الشاشة لكلا الفيلمين، فضلًا عن ترشيحات جائزة بافتا، وجائزة غولدن غلوب لفيلمه الأخير. تشمل أفلامه الأخرى دراما الخيال العلمي غاتاكا عام 1997، وهاملت بتمثيل معاصر عام 2000، وفيلم الإثارة أسولوت أون بريسنت 13 عام 2005، والدراما الإجرامية بيفور ذا ديفل نوز يور ديد (قبل أن يعرف الشيطان أنك ميت) عام 2007، وفيلم الرعب سينستر عام 2012. في عام 2018 ، حصل على إشادة النقاد لتمثيله دور قس بروتستانتي في فيلم الدراما فيرست ريفورمد (أول إصلاح) عام 2017 لبول شريدر، وتلقى العديد من الجوائز، بما في ذلك جائزة نقاد سينما نيويورك لأفضل ممثل، وجائزة الروح المستقلة لأفضل ممثل رئيسي، و ترشيح لجائزة اختيار النقاد للأفلام لأفضل ممثل.
بالإضافة إلى أعماله السينمائية، ظهر هوك في العديد من الإنتاجات المسرحية. ظهر لأول مرة في مسرح برودواي عام 1992 في مسرحية ذا سيغال (النورس) لأنطون تشيخوف، ورشح لجائزة توني لأفضل ممثل متميز في مسرحية ذا كوست أوف يوتوبيا (ساحل يوتوبيا) للكاتب توم ستوبارد في عام 2007. أخرج هوك في عام 2010 مسرحية لاي أوف ذا مايند (كذبة العقل) لكاتبها سام شيبارد، وترشح هوك عنها لجائزة دراما ديسك لأفضل مخرج مسرحي. أدى دور البطولة في مسرحية ترو ويست للكاتب سام شيبارد إلى جانب بول دانو في عام 2018، والتي أعادت إحيائها شركة مسرح راوند أباوت.

## الحياة المهنية

### 1985-1993: النشأة و ديد باوتس سوسياتي
حصل هوك على إذن من والدته لحضور أول تجربة أداء له في سن 14، وحصل على دوره السينمائي الأول في فيلم إكسبلورس عام 1985 لجو دانتي، إذ أدى دور تلميذ مهووس بالكائنات الفضائية إلى جانب ريفر فوينكس. استعرض الفيلم بشكل إيجابي ولكن نتائجه كانت ضعيفة على شباك التذاكر. تسبب هذا الفشل في توقف هوك عن العمل لفترة وجيزة بعد عرض الفيلم. وصف هوك لاحقًا بأنه من الصعب تحمل خيبة الامل في هذه السن المبكرة، مضيفًا: «لن أوصي أبدًا بعمل الطفل». ظهر هوك في ديد باوتس سوسياتي لبيتر وير في عام 1989، إذ أدى دور أحد الطلاب الذين درّسهم روبن ويليامز بصفته مدرسًا للغة الإنجليزية يتمتع بالجاذبية. ذكر ناقد من مجلة فارايتي أن «هوك قدم أداءً فائقُا بشخصية تود الخجول المتألم». تلقى الفيلم استحسانًا كبيرًا، وفاز بجائزة بافتا لأفضل فيلم وترشح لجائزة الأوسكار لأفضل فيلم. بقي فيلم هوك الأكثر نجاحًا تجاريًا حتى الآن، بإيرادات بلغت 235 مليون دولار حول العالم. وصف هوك في وقت لاحق الفرص التي عرضت عليه نتيجة لنجاح الفيلم بأنها حاسمة لقراره بمواصلة التمثيل:
«لم أكن أريد أن أكون ممثلًا وعدت إلى الكلية. ولكن نجاح (الفيلم) كان هائلًا لدرجة أنني تلقيت عروضًا لأمثل في أفلام مشوقة، وأكون في أماكن ممتعة، وبدا من السخيف ملاحقة أي شيء آخر».

## أفلامه ومسلسلاته
| عام  | اسم الفيلم              | الدور                         |
| ---- | ----------------------- | ----------------------------- |
| 1985 | مستكشفون                | بن كراندل                     |
| 1989 | مجتمع الشعراء الأموات   | تود أندرسون                   |
| 1989 | عرين الاسد              |                               |
| 1989 | أب                      | بيلي تيرمونت                  |
| 1991 | موعد مجهول              | توم ماكهيو                    |
| 1991 | الناب الأبيض            | جاك كونروي                    |
| 1992 | أرض الماء               | ماتيس برايس                   |
| 1992 | صفاوة منتصف الليل       | ويل نوت                       |
| 1993 | غني في الحب             | وين فوربينيس                  |
| 1993 | الناجين                 | ناندو بارًا دو                 |
| 1994 | الواقع مؤلم             | تروي داير                     |
| 1995 | قبل الشروق              | جيسي                          |
| 1997 | جاتاكا                  | فنسنت أنطون فريمان/جيروم مورو |
| 1998 | بنين نيوتن              | جس نيوتن                      |
| 1998 | توقعات رائعه            | فيننيجان "فين" بيل            |
| 1999 | تساقط الثلج على الأرز   | إسماعيل شمبرز                 |
| 2000 | هاملت                   | هاملت                         |
| 2001 | يوم التدريب             | جيك هويت                      |
| 2001 | شريط                    | فينس                          |
| 2004 | قبل الغروب              | جيسي                          |
| 2004 | آخذ الأرواح             | كوستا                         |
| 2005 | ملك الحرب               | جاك فالانتاين                 |
| 2005 | الاعتداء على المنطقة 13 | الرقيب .جيك روينيك            |
| 2006 | أمة الوجبات السريعة     | بيت                           |
| 2009 | مقتحمو النهار           | د.إدوارد دالتون               |
| 2009 | نيويورك، أنا أحبك       | كاتب                          |
| 2010 | نخبة بروكلين            | المحقق سال                    |
| 2012 | توتال ريكول             | كارل هوستر                    |
| 2013 | الفرار                  | برنت ماغنا                    |
| 2013 | قبل منتصف الليل         | جيس والاس                     |
| 2013 | التطهير                 | جيمس ساندين                   |
| 2014 | صبا                     | ميسون                         |
| 2014 | سايمبيلاين              | لاشيمو                        |
| 2014 | قضاء وقدر               |                               |
| 2015 | تراجع                   | المخبر بروس كينير             |
| 2016 | السبعة الرائعون         | جودنايت روبيشو                |
| 2017 | ماودي                   | ايفرت لويس                    |
| 2022 | فارس القمر              | آرثر هارو                     |

## وصلات خارجية
- إيثان هوك على موقع IMDb (الإنجليزية)
- إيثان هوك على موقع الموسوعة البريطانية (الإنجليزية)
- إيثان هوك على موقع روتن توميتوز (الإنجليزية)
- إيثان هوك على موقع مونزينجر (الألمانية)
- إيثان هوك على موقع ألو سيني (الفرنسية)
- إيثان هوك على موقع ميوزك برينز (الإنجليزية)
- إيثان هوك على موقع تيرنر كلاسيك موفيز (الإنجليزية)
- إيثان هوك على موقع أول موفي (الإنجليزية)
- إيثان هوك على موقع بوكس أوفيس موجو (الإنجليزية)
- إيثان هوك على موقع قاعدة بيانات برودواي على الإنترنت (الإنجليزية)
- صفحة إيثان هوك في موقع IMDB .